# Concierto para violonchelo (Weinberg)
El concierto para violonchelo en do menor, op. 43, fue compuesto por Mieczysław Weinberg a finales de 1948 y dedicado y estrenado nueve años más tarde, el 9 de enero de 1957 por Mstislav Rostropovich con la Sinfónica de la Filarmonía de Moscú bajo la batuta de Samuil Samosud.
El concierto ha sido comparado con el concierto para violín n.º 1 de Dmitri Shostakóvich, el concierto para violonchelo del mismo compositor, y con el concierto para violín de Aram Jachaturián.
El concierto tiene una duración aproximada de treinta minutos y está dividido en cuatro movimientos:
1. Adagio
2. Moderato - Lento
3. Allegro - Cadenza. L'istesso tempo, molto appassionato - Andante - Allegro - Andante
4. Allegro - Adagio - Meno mosso